# Lưu Minh Lợi
Lưu Minh Lợi (tiếng Trung: 刘明利; sinh năm 1956) là Phó đô đốc Hải quân Quân Giải phóng Nhân dân Trung Quốc (PLAN). Ông từng là Chính ủy, Phó Chính ủy Chiến khu Nam bộ kiêm Chính ủy Hải quân trực thuộc Chiến khu Nam bộ Quân Giải phóng Nhân dân Trung Quốc.

## Thân thế và binh nghiệp
Lưu Minh Lợi sinh năm 1956, người tỉnh Liêu Ninh. Lưu Minh Lợi từng đảm nhiệm chức vụ Chính ủy Viện Nghiên cứu Trang bị Hải quân; Chủ nhiệm Cục Chính trị Hạm đội Nam Hải; Phó Chính ủy Hạm đội Nam Hải kiêm Chính ủy Lực lượng Hàng không trực thuộc Hạm đội Nam Hải.
Tháng 12 năm 2014, Lưu Minh Lợi được điều động giữ chức Phó Chính ủy Quân khu Quảng Châu kiêm Chính ủy Hạm đội Nam Hải.
Tháng 1 năm 2016, Chủ tịch Quân ủy Trung ương Tập Cận Bình ra tuyên bố giải thể 7 đại Quân khu gồm Bắc Kinh, Thẩm Dương, Tế Nam, Nam Kinh, Quảng Châu, Lan Châu và Thành Đô để thiết lập lại thành lập 5 Chiến khu; Lưu Minh Lợi được bổ nhiệm giữ chức vụ Phó Chính ủy Chiến khu Nam bộ kiêm Chính ủy Hải quân trực thuộc Chiến khu Nam bộ Quân Giải phóng Nhân dân Trung Quốc. Ngày 29 tháng 7 năm 2016, Lưu Minh Lợi được phong quân hàm Phó đô đốc.
Ngày 6 tháng 9 năm 2017, Lưu Minh Lợi được bầu chọn là một trong 303 đại biểu quân sự tham dự Đại hội Đảng Cộng sản Trung Quốc lần thứ XIX.